# Кукшумське сільське поселення
Кукшу́мське сільське поселення (рос. Кукшумское сельское поселение) — муніципальне утворення у складі Ядринського району Чувашії, Росія. Адміністративний центр — присілок Кукшуми.

## Склад
До складу поселення входять такі населені пункти:
| Населений пункт     | Населення, осіб (2010) |
| ------------------- | ---------------------- |
| Васькино, присілок  | 49                     |
| Карікаси, присілок  | 62                     |
| Кукшуми, присілок   | 514                    |
| Ойкаси, присілок    | 144                    |
| Поченари, присілок  | 117                    |
| Сьоткаси, присілок  | 111                    |
| Торхлово, присілок  | 75                     |
| Янгіреєво, присілок | 88                     |